# Paul Vanden Boeynants
Paul Emile François-Henri Vanden Boeynants —pronunciació neerlandesa [pɒ ˑ vɑndənbuɪ̯nɑnts ul]— (Vorst, 22 de maig de 1919 − 9 de gener de 2001) fou un polític belga. Va exercir com a Primer Ministre de Bèlgica, en dos breus períodes (1966-68 i 1978-79).

## Vida política
Vanden Boeynants (anomenat «VDB» pels periodistes) va néixer a Vorst, un municipi de la Regió de Brussel·les-Capital. Home de negocis en la indústria de la carn, fou militant de la PSC-CVP entre 1949 i 1979`, i de 1961 a 1966 fou el cap del PSC-CVP (que era en aquells dies un partit únic).

### Primer ministre de Bèlgica
El 1966, va esdevenir Primer Ministre de Bèlgica, que va romandre en aquest càrrec durant dos anys. El país va experimentar llavors grans dificultats econòmiques i financeres, a les quals el govern va respondre amb poders especials. El 1967, la crisi lingüística a la Universitat catòlica de Lovaina va provocar la dimissió del seu govern i eleccions avançades el 1968.

### Segon cop com Primer ministre
Després del fracàs del fracàs del pacte d'Egmont Leo Tindemans va dimitir com a primer ministre, es van convocar les eleccions legislatives belgues de 1978 i Paul Vanden Boeynants va tornar al càrrec de primer ministre al capdavant d'un govern de transició d'octubre de 1978 a l'abril de 1979 fins que va esdevenir viceprimer ministre i ministre de Defensa Nacional al govern de Wilfried Martens, però aviat va dimitir.

### A l'oposició
Paul Vanden Boeynants va dimitir com a president del Partit Social Cristià després dels mals resultats a les eleccions legislatives belgues de 1981, sent succeit per Gérard Deprez.

## Frau
Condemnat el 1986 per frau i evasió fiscal, Vanden Boeynants va escapar de la presó, però va ser sentenciat a llibertat condicional de tres anys. Això li va impedir d'esdevenir batlle de Brussel·les. Va ser rehabilitat políticament durant la dècada de 1990, i va deixar la política el 1995.

## Segrest
En un estrany incident polític que continua sent objecte de controvèrsia, Vanden Boeynants va ser segrestat el 14 de gener de 1989 per membres de la banda de Patrick Haemers. Tres dies més tard, els segrestadors van reivindicar l'acció al diari Le Soir de Brussel·les en nom de les  Brigades socialistes révolutionnaires. Vanden Boeynants va recobrar la llibertat (físicament il·lès) un mes després, el 13 de febrer, després que es va pagar un rescat de 63 milions de francs belgues als segrestadors. Patrick Haemers, cap de la banda, després es va suïcidar a la presó, encara que Philippe Lacroix i Basri Bajrami, membres de la banda van poder escapar de la presó de Sint-Gillis el 1993 juntament amb Kapllan Murat.
Va morir el 9 de gener de 2001.